# Al-Ahram
Ahram (en arabe الأهرام, Les Pyramides), fondé en 1876, est le second journal du monde arabe par sa date de création, après Al-Waqae'a Al-Masreya (1828). Al-Ahram est également connu pour ses éditions hebdomadaires en anglais, Al-Ahram Weekly, et en français, Al-Ahram Hebdo, qui sont devenus des sites web, Ahramonline et Ahraminfo. 

## Histoire

### Période coloniale
Au début, Al-Ahram était publié comme un périodique hebdomadaire qui sortait tous les samedis. Il a été fondé par les deux frères libanais Bishara et Saleem Teqla qui vivaient alors à Alexandrie. L'hebdomadaire était distribué en Égypte et en Syrie. Après deux mois de publication, les frères Teqla décidèrent d'en faire un quotidien. En novembre 1899, le siège d'Al-Ahram a été transféré au Caire.

### Indépendance
Après l'arrivée au pouvoir de Nasser, le journal est dirigé jusqu'en 1974 par Mohamed Hassanein Heikal, considéré par Jeune Afrique comme « le plus illustre journaliste arabe du XXe siècle. » Celui-ci, tout en défendant le Nassérisme, sait accueillir des journalistes dissidents et propulse le lectorat à plus d'un million de personnes. Il tombe en disgrâce à l'arrivée de Moubarak, envers qui il se montre très critique.
Sous l’ère Moubarak, le contenu du journal est contrôlé par le ministère égyptien de l'Information, et ses responsables sont nommés par le Conseil consultatif (la Choura) ; ce journal est connu pour son manque d'objectivité et ses omissions sur tous les sujets sensibles ou qui pourraient mettre en péril les versions officielles, même si sa section d'opinion est estimée. Il a deux versions en langues étrangères, Al-Ahram Weekly (en) en anglais, créée en 1991 et qui va donner le site web Ahramonline, et Al-Ahram Hebdo en français, créée en 1994, qui est devenu Ahraminfo.
En septembre 2010, une polémique intervient à son sujet quand le blogueur égyptien Wael Khalil révèle que le journal a publié une version retouchée d'une photo d'agence prise à la Maison-Blanche, à l'occasion des pourparlers israélo-palestiniens, pour placer le président Moubarak devant Obama alors qu'il occupait la dernière place sur la photo originale.

### Révolution égyptienne de 2011
Pendant la révolution égyptienne de 2011, le journal publie un supplément rédigé par ses jeunes journalistes, Chebeb el Tahrir (Les jeunes de Tahrir), mais sans réussir à enrayer la baisse des ventes, les lecteurs préférant des journaux moins compromis.
Après le départ de Moubarak, les journalistes chassent leur ancien rédacteur en chef et en élisent un nouveau, malgré l’interdiction

## Ligne éditoriale et notoriété
Le journal, conservateur, a longtemps joui de la réputation d'être parmi les plus chers et le plus lu du monde arabe. La publication en première page d'une publicité pour des voitures d'occasion en 2023 est à l'origine d'une polémique. Pour certains universitaires spécialiste du journalisme en Égypte, elle traduit un dévoiement de la ligne éditoriale et nuit à la réputation du titre, tandis que d'autres n'y voient aucun mal, et d'autres encore y voient le résultat de la crise économique affectant la presse écrite en l'absence de soutien financier du gouvernement.
Son rédacteur en chef, Alaa Thabet, nommé par l'Autorité nationale de la presse, est renouvelé dans ses fonctions en 2020